# Unió del Poble Cors
Unió del Poble Cors (en cors Unione di u Populu Corsu, UPC) fou un partit polític fundat per Max Simeoni el 14 de juliol de 1977, que es proclama nacionalista cors, dins la branca autonomista. Manté bones relacions amb CDC i el Partit Nacionalista Basc.
Va continuar la tasca de l'Associu di i Patriotti Corsi (APC), fundada el 1976 pels germans Max Simeoni i Edmond Simeoni per a donar suport als processats pels fets d'Aléria. A les eleccions legislatives de 1981 va demanar el vot per a François Mittérrand, qui havia promès la concessió de l'autonomia per a Còrsega.
A les primers eleccions a l'Assemblea de Còrsega de 8 d'agost de 1982 va obtenir el 10, 61% dels vots i 7 escons, la principal força nacionalista, però baixà al 6,22% i 3 escons a les eleccions de 1984. El 1986 es presentà en la coalició Unità Naziunalista, després Corsica Nazione, però abandonà la coalició el 1992 per apostar definitivament pel fi de la lluita armada. A les eleccions al Parlament europeu de 1989 formà part de la llista ecologista Per un Avvene Corsu i Max Simeoni esdevingué diputat. A les eleccions a l'Assemblea de Còrsega de 1998, dirigida per François Alfonsi, van obtenir el 4,95% dels vots i cap escó. Finalment, el 2002 es va dissoldre per a formar el nou Partit de la Nació Corsa.